# Aulo Postúmio Albino Lusco
Aulo Postúmio Albino Lusco (em latim: Aulus Postumius Albinus Luscus) foi um político da gente Postúmia da República Romana eleito cônsul em 180 a.C., primeiro com Caio Calpúrnio Pisão e, depois de sua morte, com o cônsul sufecto Quinto Fúlvio Flaco. Era neto de Aulo Postúmio Albino, cônsul em 242 a.C., e, provavelmente, irmão de Espúrio Postúmio Albino Paululo, cônsul em 174 a.C., e Lúcio Postúmio Albino, cônsul no ano seguinte. Seu filho, Aulo Postúmio Albino, foi cônsul em 151 a.C..
Lívio frequentemente o chamada de "Luscus", de onde se infere que ele era provavelmente cego de um olho.

## Primeiros anos e consulado (180 a.C.)
Lusco foi edil curul em 187 a.C. e comandou a execução dos "Grandes Jogos". Dois anos depois, foi pretor. Foi eleito cônsul em 180 a.C. com Caio Calpúrnio Pisão e Quinto Fúlvio Flaco, tendo a Ligúria como província consular. Marco Fúlvio Nobilior, um tribuno militar, dispensou suas forças sem ter autoridade para fazê-lo e foi exilado por Lusco na Hispânia Ulterior.

## Censor (174 a.C.)
Lusco foi eleito censor em 174 a.C. comQuinto Fúlvio Flaco e os dois expulsaram nove membros do Senado, incluindo o irmão de nascimento de Flaco, e rebaixaram diversos equestres. Eles nomearam Marco Emílio Lépido como príncipe do senado.
Eles também realizaram um amplo programa de obras em Roma. Fúlvio ainda realizou obras em Pisauro, Fundos, Potência e Sinuessa. O historiador da época augustana Lívio afirma que, quando Fúlvio construiu seu Templo da Fortuna Equestre, utilizou de mármore retirado de um antigo templo dedicado a Juno Lacínia.
Ainda durante seu mandato, Lusco foi nomeado um dos decênviro sacrorum no lugar de Lúcio Cornélio Lêntulo.

## Anos finais
Em 175 a.C., Lusco foi enviado ao norte da Grécia para investigar a verdade por trás das embaixadas dos dardânios e tessálios sobre os bastarnos e Perseu da Macedônia. Em 171 a.C., foi enviado como um dos embaixadores romanos a Creta e, depois da conquista da Macedônia, em 168 a.C., foi dos dez encarregados de resolver as questões do país, liderados por Lúcio Emílio Paulo Macedônico.